# Festuca subulata
Festuca subulata är en gräsart som beskrevs av Carl Bernhard von Trinius. Festuca subulata ingår i släktet svinglar, och familjen gräs. Inga underarter finns listade i Catalogue of Life.